# V606 Возничего
V606 Возничего (лат. V606 Aurigae), HD 243104 — двойная затменная переменная звезда типа Алголя (EA) в созвездии Возничего на расстоянии приблизительно 2008 световых лет (около 616 парсеков) от Солнца. Видимая звёздная величина звезды — от +11,13m до +10,77m. Орбитальный период — около 1,8868 суток.

## Характеристики
Первый компонент — белая Am-звезда спектрального класса A5m или F0. Радиус — около 3,16 солнечных, светимость — около 20,009 солнечной. Эффективная температура — около 6862 К.